# Ismael Cortés Gómez
Ismael Cortés Gómez (Granada, 6 de setembre de 1985) és un polític espanyol, diputat al Congrés per En Comú Podem en la XIII i la XIV legislatures. És llicenciat en Filosofia per la Universitat de Granada i doctor en Estudis Internacionals de Paz i Conflictes per la Universitat Jaime I.
Ha estat investigador a la University of Nottingham, la Central European University, la Universitat Internacional d'Andalusia i la Universitat Carlos III. Ha estat consultor expert en el projecte OSCE – ODHIR "Convertir les paraules en acció. Combatre l'antisemitisme i altres formes d'intolerància" (2015-2018). Ha treballat com a analista polític, a Brussel·les, per think tanks com el Centre for European Policy Studies o l'Open Society European Policy Institute.
En les eleccions generals d'abril de 2019 va ser elegit diputat per la província de Tarragona, sent reelegit de nou en les les eleccions de novembre de 2019.